# Summer Nights
Summer Nights ist ein Mini-Album der südkoreanischen Girlgroup Twice. Es ist eine Wiederveröffentlichung ihres fünften Albums What Is Love?. Summer Nights wurde am 9. Juli zusammen mit der neuen Single Dance the Night Away veröffentlicht.

## Hintergrund
Am 7. Juni 2018 gab JYP Entertainment bekannt, das Twice sich auf ein Comeback im Juli vorbereiten würden. Das Musikvideo zur neuen Single sei bereits in Japan gedreht worden. Mitte Juni wurde bekannt gegeben, dass die neue Single Dance the Night Away heißen werde, außerdem wurde das Datum des Comebacks auf den 9. Juli festgelegt. In der Folgezeit wurden Teaser-Fotos und Videos veröffentlicht. Der am 28. Juni veröffentlichten Titelliste war zu entnehmen, dass das neue Mini-Album Summer Nights heißen soll und eine Wiederveröffentlichung des Vorgänger-Albums What Is Love? ist. Zusätzlich zu den bereits bekannten Titeln von What Is Love? enthält es die neue Single und die beiden Titel Chillax und Shot Thru the Heart.
Die Produktion des Albums übernahm wieder JYP-Entertainment-Gründer Park Jin-young; die Single Dance the Night Away wurde vom südkoreanischen Sänger und Produzenten Wheesung geschrieben. Der Text zum Lied Shot Thru the Heart stammt von den drei japanischen Twice-Mitgliedern Mono, Sana und Mina.
Summer Nights erschien am 9. Juli.

## Titelliste
| Nr.          | Titel                | Text                      | Musik | Länge |
| ------------ | -------------------- | ------------------------- | --- | ----- |
| 1.           | Dance the Night Away | Wheesung                  | Anne Judith Stokke Wik, Moonshine, Cazzi Opeia, Seung-eun Oh, Andreas Baertels                                      | 3:02  |
| 2.           | Chillax              | Galactika                 | Lee Woo-min, Valeria Del Prete                                                                                      | 3:07  |
| 3.           | Shot Thru the Heart  | Momo, Sana, Mina          | David Anthony Eames, Sophie White, Amy Richardson, Mayu Wakisaka                                                    | 3:26  |
| 4.           | What Is Love?        | J.Y. Park "The Asiansoul" | J.Y. Park "The Asiansoul"                                                                                           | 3:28  |
| 5.           | Sweet Talker         | Jeongyeon, Chaeyoung      | Erik Lidbom, MLC, Julie Yu                                                                                          | 3:27  |
| 6.           | Ho!                  | Jihyo                     | Micky Blue, The Elev3n, Joren Van Der Voort                                                                         | 3:09  |
| 7.           | Dejavu               | Chloe                     | Hayley Aitken, Jan Hallvard Larsen, Eirik Johansen, Anne Judith Stokke Wik, Ronny Vidar Svendsen, Nermin Harambašić | 3:16  |
| 8.           | Say Yes              | Monotree                  | Monotree | 3:02  |
| 9.           | Stuck                | Galactika                 | Frants, Valeria Del Prete, Sean Alexander                                                                           | 3:38  |
| Gesamtlänge: | Gesamtlänge:         | Gesamtlänge:              | Gesamtlänge: | 29:35 |

## Chartplatzierungen
| ChartsChartplatzierungen | Höchstplatzierung | Wochen |
| ------------------------ | ----------------- | ------ |
| Japan (Oricon)           | 4 (13 Wo.)        | 13     |
| Südkorea (KMCA)          | 1 (85 Wo.)        | 85     |

| ChartsJahrescharts (2018) | Platzierung |
| ------------------------- | ----------- |
| Japan (Oricon)            | 55          |
| Südkorea (KMCA)           | 16          |

## Auszeichnungen für Musikverkäufe
| Land/Region     | Auszeichnungen für Musikverkäufe (Land/Region, Auszeichnung, Verkäufe) | Verkäufe |
| --------------- | ---------------------------------------------------------------------- | -------- |
| Südkorea (KMCA) | 2× Platin                                                              | 500.000  |
| Insgesamt       | 2× Platin ·                                                            | 500.000  |

Hauptartikel: Twice/Diskografie